# Tack och förlåt
Tack och förlåt är en svensk komedi- och dramafilm från 2023. Filmen är regisserad av Lisa Aschan efter ett manus skrivet av Marie Østerbye. Filmen hade premiär på streamingtjänsten Netflix den 26 december 2023.

## Handling
Filmen handlar om Sara som lever ett till synes perfekt kärnfamiljeliv med Daniél och deras son Elliot och tillsammans väntar de snart tillökning. Hennes liv vänds på ända när hon lämnas ensam. Hon får dock oväntad hjälp från sin tidigare frånvarande äldre syster Linda som erbjuder sig att flytta in tillsammans med Sara.

## Rollista (i urval)
- Ville Virtanen – Timo
- Sanna Sundqvist – Sara
- Peshang Rad – Jasse
- Ia Langhammer – Helen
- Juan Rodríguez – José
- Charlotta Björck – Linda
- Amaël Blomgren Alcaide – Elliot